# جوراسيك بارك: رامبايج اديشن
جوراسيك بارك: رامبايج اديشن (بالإنجليزية: Jurassic Park: Rampage Edition)‏ هي لعبة فيديو أكشن أصدرت في سنة 1994، تطوير لعبة من قبل بلوسكاي سوفتوير ونشرتها سيجا لجهاز ميجا درايف، هو تتمة للعبة سابقة جوراسيك بارك، استنادا إلى الفليم الذي يحمل نفس الاسم وأصدرت أيضا على ميجا درايف.
لعبة حديقة الجوراسية: رامبايج اديشن هي نسخة مجددة من سابقتها، تتميز باللعبة نفسة مع العديد من التغيرات ورسومات محسنة.

## حبكة لعبة
بعد أحداث الحديقة الجوراسية، الدكتور آلان غرانت يهرب إسلا نوبلار على طائرة هليكوبتر. في حين أن الجيش الكوستاريكي تهب أجزاء من الجزيرة لتدمير الديناصورات الحديقة، غرانت البقع طائرة هليكوبتر من عملاء حقل إنغن المسلحة وصوله إلى الجزيرة. خوفا من أن وكلاء لديها خطط لجمع أي البيض ديناصور المتبقية وعينات الحمض النووي لحديقة ديناصور جديدة، يحاول جرانت للاتصال الجيش الكوستاريكي. تحطم مروحية جرانت في الجزيرة بعد محاولة الطيار لوقفه. منحة البقاء على قيد الحياة تحطم ويجب أن تجد وسيلة لوقف إنجن.

## طريقة لعب
هذه اللعبة تشبه لعبة سابقة جوراسيك بارك التي صدرت على ميجا درايف، لعبة جوراسيك بارك: رامبايج اديشن تسمح للاعب أن يختار بين دكتور جرانت أو رابتو. شخصية عالم دكتور غرانت لاعب يستخدم مجموعة واسعة من الأسلحة المتاحة للاعب للحصول على جميع أنحاء اللعبة، بما في ذلك بندقية هجومية، بندقية، قاذفة اللهب، قنبلة يدوية، قاذفة صواريخ، وصعاقة وبازوكا.كما الدكتور غرانت، لاعب يسافر من خلال الجزيرة في حين يقاتل وكلاء إنجين والديناصورات حتى منحة يمكن الهروب بالقوارب.
اما شخصية رابتو لاعب يستخدم الهجمات الجسدية مثل العض والجلد والسحق العدو، والهدف من رابتور هو الهروب من الجزيرة على متن سفينة شحن المغادرة للعثور على مكان آمن لعش البيض.

## وصلات خارجية
- Jurassic Park: Rampage Edition at موبي جيمز
- Jurassic Park: Rampage Edition at Sega Retro
- Jurassic Park: Rampage Edition at جيم فاكس